# Impresión digital

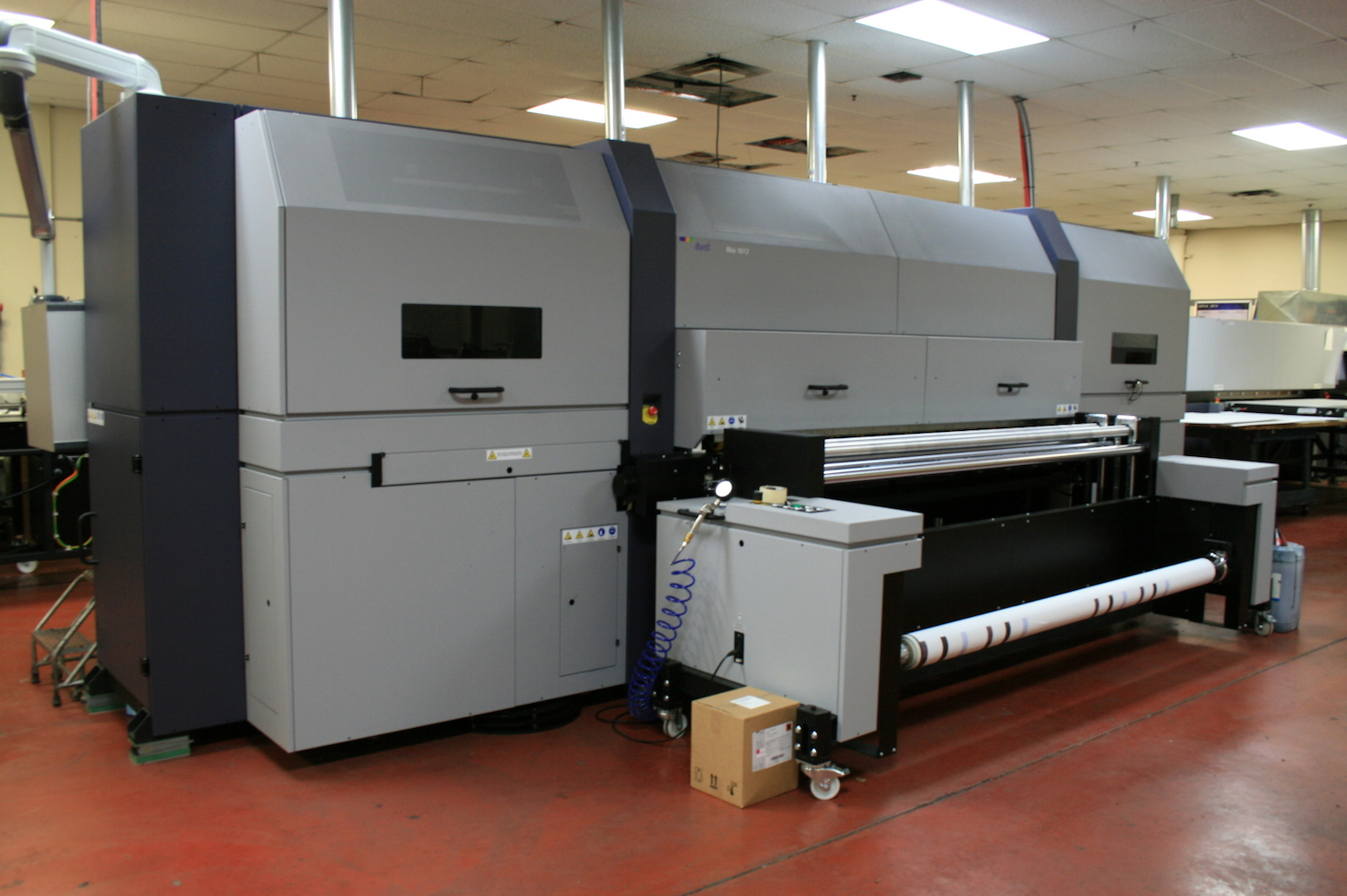
Máquina de impresión digital.

La impresión digital es un proceso que consiste en la impresión directa de un archivo digital a papel u otros materiales por diversos medios, siendo el más común la tinta en impresora de inyección de tinta (cartuchos), y tóner en impresora láser. 
Este proceso, habitualmente ofrecido de manera profesional por pequeños negocios, es ideal para proyectos de impresión de bajo volumen y/o tiempos de entrega sumamente cortos, ya que una de las principales ventajas que ofrece es la disponibilidad casi inmediata de los impresos, pues no requiere la preparación de placas de impresión o el tiempo de secado o enfriamiento que implican tintas tan densas como las que se utilizan en el proceso análogo de impresión offset.
Más allá de los métodos de inyección de tinta o impresión láser, habituales a nivel doméstico o de oficina, a nivel industrial es frecuente entre las imprentas digitales utilizar una tecnología que hereda parte de sus procesos de la impresión offset y que fue popularizada por el gigante de la impresión HP a través de su división HP Indigo. Este tipo de impresión digital no utiliza planchas, sino rodillos electrostáticos, que aplican la tinta directamente sobre papel y con alta precisión, gracias al uso de campos eléctricos controlados.
En el sector de las artes gráficas la impresión digital está experimentando un gran crecimiento, lo que ha llevado a los diferentes fabricantes y proveedores a lanzar al mercado equipos digitales cada vez con mayores prestaciones, preparados para atender los nuevos requerimientos impuestos por el mercado.
La impresión digital tiene una doble vertiente: el pequeño y el gran formato. El primero adolece aun de falta de cierta fiabilidad y presenta algunas carencias (entre ellas, el no disponer de un formato 50 × 70). El gran formato, por su parte, ofrece ciertos problemas de tipo ecológico y de costes. Esto hace que la impresión digital tenga que desarrollarse aún más.
Sin embargo, uno de los valores añadidos que ofrece la impresión digital es la personalización del producto. La impresión personalizada es un mercado en creciente expansión.
La impresión digital con equipos domésticos o de oficina ha bifurcado su rumbo ya que se están utilizando las impresoras de tinta en la industria textil, más precisamente para sublimación de telas u objetos varios. También algunas impresoras láser para estampar transfer en tela s.
En lo que respecta a las impresiones de gran formato conocidas como Gigantografías, en la actualidad podemos encontrar equipos de impresión con tintas látex que son menos nocivas ecológicamente hablando que los anteriores con tintas al solvente.

## Procedimiento
La diferencia principal entre la impresión digital y los métodos analógicos, como la litografía, flexografía, grabado y tipografía, es que en la primera (popularizada en la década de los ochenta) no se necesita reemplazar las placas de impresión, mientras que en la segunda, las placas tienen que ser constantemente renovadas. Esto conlleva un tiempo de creación más rápido y un coste más económico en la impresión en digital, aunque es habitual la pérdida de detalle en la mayoría de estos procesos, sobre todo con finalidades comerciales. Los métodos más populares comprenden las impresoras de chorro de tinta y las de láser, que depositan pigmento y tóner, respectivamente, en los sustratos, como papel, lienzo, vidrio, metal y mármol.
En muchos casos, la tinta o el tóner no impregnan el sustrato, como sí que lo hace la tinta convencional, pero forma una capa fina en la superficie que, puede ser, adicionalmente, adherida al sustrato a través de una fusión de fluidos con curado térmico (tóner) o ultraviolado (tinta).

## Métodos destacados de impresión digital

### Impresión de chorro de tinta estilofine art
Este método imprime directamente un archivo de imagen de un ordenador a una impresora de chorro de tinta. Ha evolucionado desde las primeras pruebas con tecnología de Kodak, 3M y otros fabricantes, con artistas y otras impresoras para probar de adaptar estas delicadas máquinas de pruebas de preimpresión a la impresión fine art.
Hubo experimentos con diversos tipos de estas de impresoras, la más relevante fue la IRIS printer, inicialmente adaptada a la impresión fine art por el programador David Coons, y adaptado al trabajo de este estilo por Graham Nash en la compañía de impresiones Nash Editions el 1991. Inicialmente, estas impresoras estaban limitadas al papel brillante, pero la impresora de IRIS Graphics permitió la utilización de diferentes variedades de papel que abarcaban medios tradicionales y no tradicionales.
La impresora IRIS fue el estándar para la impresión digital fine art durante muchos años y todavía mantiene su uso en la actualidad, pero ha sido remplazada por grandes formatos de impresoras de otras compañías como Epson y HP que utilizan tintas resistentes a la decoloración (con base de pigmento y nuevas tintas a base de disolventes) y sustratos específicamente diseñados para este estilo. Entre estos encontramos los papeles tradicionales de fine art como Rives BFK, el papel de acuarela Arches, lienzos tratados y no tratados, sustratos experimentales (metal, plástico) y tela.
Para los artistas que realizan copias de su trabajo original, la impresión de chorro de tinta es más cara en una base para impresión que en un método tradicional de litografía en cuatro colores, pero con el primer procedimento el artista no tiene que pagar las placas necesarias para él ni el espacio para colocar las grandes máquinas que son necesarias en la segunda opción. Las copias realizadas con la impresión de chorro de tinta pueden imprimirse y venderse individualmente según la demanda. Este método cuenta con el añadido de que los artistas tienen el control total de la producción de sus imágenes, así como de la corrección del color final y el sustrato utilizado, hasta llegar a poder operar el control de las impresoras. Además, también permite obtener diferentes resultados de la pieza de arte digital, sea como pieza final o como elemento que formará parte de una futura obra de arte.
Los artistas más experimentales a menudo añaden textura u otros recursos en la superficie de la impresión final, o la utilizan como parte de un trabajo de combinación de diversas técnicas. 
Algunos de los términos del proceso llevan siendo utilizados desde hace años, siendo "digigraph" y "giclée" un ejemplo.
Actualmente, miles de tiendas de impresión y grabadores digitales ofrecen el servicio a pintores, fotógrafos y artistas digitales en todo el mundo.

### Exposición al láser en digital
Las imágenes digitales se exponen a la sensibilidad lumínica del papel fotográfico con láser y están procesadas con líquido de revelado y fijadores fotográficos. Estas impresiones resultan en fotografías reales y tienen una continuidad tonal (cada color en cualquier punto de la imagen es reproducido como un solo tono) en los detalles de esta. La permanencia de la calidad de la impresión es tan alta como la clasificación del fabricante lo determine para cualquier papel fotográfico utilizado. En los grandes formatos de impresión, la principal ventaja es que en no utilizar lentes, no se produce el fenómeno de vignetting (simular las sombras de las viñetas de cómico en las esquinas) ni hay distorsión en los márgenes de la imagen.

### Impresión cilíndrica en digital
Este procedimiento hace alusión a cuando una máquina directamente lanza tinta en una superficie curvada que normalmente acostumbra a ser la pared de un objeto que tiene una sección circular cruzada y una constante estrecha o de diámetro variable. El método consiste en reproducir imágenes (a color o blanco y negro) y texto en objetos cilíndricos, normalmente con finalidades publicitarias, mediante la utilización de sistemas de escaneo digitales.
El proceso digital es por definición más rápido que la serigrafía convencional, porque requiere menos pasos en la producción y también menos tiempo de arreglar el resultado posterior para añadir colores y otras fórmulas más complejas. Este, a la vez, permite reducir los periodos de operación. 
La habilidad de las impresoras de impresión cilíndrica para imprimir en color de una pasada, incluyendo los procesos de imprimación (más conocidos como primer en inglés), barnices y tintas especiales, permite múltiples técnicas de diseño, como:
- Impresión sobre espejo: visible tanto en el interior como en el exterior del vidrio o plástico.
- Tono sobre tono: sustrato sólido con acabado opaco mejorado con una tinta o capa transparente.
- Vidrio manchado: color suficientemente opaco como para ver a través de este.
- Contornos
- Grabados

## Aplicaciones
La impresión digital tiene diferentes ventajas en comparación con los métodos tradicionales. Algunas aplicaciones destacables son:
- La autoedición - imprimir de manera económica tanto en casa como en la oficina es solo posible gracias a los procesos digitales que evitan la necesidad de utilizar placas de impresión.
- Comercio - Negocios de papelería - incluyendo cartas de empresa y letterheads (membretes).
- Fine art - imprimir archivos digitales, a menudo se hace sobre papel fotográfico, así como papel de acuarela (impresiones que reciben el nombre giclée y hacen uso de tintas a base de pigmento).
- Impresión según demanda - productos personalizados, por ejemplo, un libro infantil personalizado con el nombre del niño, libros con fotos (como los de boda) y otros.
- Propaganda - utilizado a menudo para pancartas, carteles, ferias, en la venta al por menor en los puntos de venta o compra y en las campañas de correo directo personalizado.
- Fotografía - la impresión digital ha revolucionado la reproducción de fotografías en cuestiones de poder retocar y corregir el color de una fotografía antes de imprimirla.
- Diseño de arquitectura - los nuevos materiales que se ajustan a la variedad de superficies han permitido que los espacios interiores y exteriores se puedan transformar utilizando murales y gráficos imprimidos digitalmente en las paredes y suelos.
- Abrillantar - el procedimiento de añadir papel de aluminio, efectos holográficos o hasta acabados brillantes y opacos con adhesión de tinta digital. Se hace imprimiendo digitalmente una área llamada rich black (mezcla de tinta negra con de color) donde el usuario quiera el aumentar el brillo. La máquina lo registra y solo lo añade en esa área específica.